# 確定性
確定性可一種信念的认识论屬性，即在理性基礎上無可懷疑的屬性。認識上的確定性可以定義為若且唯若持某種信念的人在持該信念這一點上不會出錯時，則該信念是確定的。確定性的其他定義方式有信念的毋庸質疑的本質，或者定義為那些有最大證成可能性的信念的屬性。確定性與知识密切相關，不過當代哲學家傾向於認為知識比確定性的要求更低。